# Dong Fang Hong 3
Dong Fang Hong 3 o DFH-3 (en chino simplificado: 东方红一号, en chino tradicional: 東方紅一號, significando el este es rojo) fue un modelo de satélite de comunicaciones militar chino. Eran lanzados a órbita geoestacionaria mediante cohetes Larga Marcha 3A desde el centro espacial de Xichang.

## Características
Los satélites DFH-3 se estabilizan en los tres ejes y tienen forma de caja. Su masa superaba la tonelada métrica. Están alimentados por paneles solares y portan hasta 24 transpondedores de 6/4 GHz. Están diseñados para una vida útil de ocho años.

## Satélites

### KF-1
Kua Fu 1, también denominado DFH-3 MFS (DFH-3 Mass Frequency Simulator) fue un DFH-3 de pruebas, lanzado el 8 de febrero de 1994.

### DFH-3 1
Más tarde denominado ChinaSat-5, fue el primer DFH-3 completo en ser lanzado, el 29 de noviembre de 1994 mediante un cohete Larga Marcha 3A a una órbita de transferencia geoestacionaria. Debido a un fallo en el sistema de propulsión principal el satélite no alcanzó la órbita prevista y fue declarado no utilizable.

### DFH-3B
También denominado ChinaSat 6, fue el segundo DFH-3 lanzado (el 11 de mayo de 1997) y fue situado con éxito en órbita geoestacionaria, a 125 grados de longitud este. Debido a problemas en la estabilización de la posición del satélite se produjo un consumo elevado de propelente, reduciendo el tiempo estimado de vida del satélite.

### Zhongxing 20
Fue lanzado el 14 de noviembre de 2003 y situado a 103 grados de longitud este.

### SinoSat 3
Fue lanzado el 31 de mayo de 2007 y situado a 125 grados de longitud este.